# Jorge Ardila Serrano
Jorge Ardila Serrano (Zapatoca, 17 de septiembre de 1927   – Girardot, 12 de octubre de 2010) fue un obispo católico colombiano. Fue titular de la Diócesis de Girardot, Colombia.
Ordenado sacerdote el 17 de octubre de 1948, fue nombrado obispo auxiliar por la Arquidiócesis de Bogotá el 27 de octubre de 1980, y ordenado el 30 de noviembre de 1980. En 1988, fue nombrado obispo de la Diócesis de Girardot y permaneció allí hasta su retiro en 2001.